# Montbré
Montbré település Franciaországban, Marne megyében. Lakosainak száma 380 fő (2022. január 1.). Montbré Trois-Puits, Champfleury, Rilly-la-Montagne, Taissy és Villers-Allerand községekkel határos.

## Népesség
A település népességének változása:
| Lakosok száma | 105  | 282  | 281  | 265  | 259  | 259  | 278  | 319  | 354  | 380  |
|               | 1968 | 1982 | 1990 | 2006 | 2013 | 2015 | 2017 | 2019 | 2020 | 2022 |